# Sonata para violín n.º 33 (Mozart)
La Sonata para violín n.º 33 en mi bemol mayor, K. 481 fue compuesta por Wolfgang Amadeus Mozart en Viena el 12 de diciembre de 1785. Fue publicada en solitario por Franz Anton Hoffmeister, un compositor y editor de música alemán a quien Mozart dedica su Cuarteto de cuerda n.º 20 (KV 499). 
Aunque se desconocen muchos aspectos de la historia de esta sonata, se trata de una obra muy madura, escrita en el que podría considerarse el periodo más prolífico en calidad y cantidad de la producción mozartiana, el cual coincide con sus años de vida en Viena.

## Estructura
Consta de tres movimientos:
1. Molto allegro
2. Andante
3. Allegretto

Cada uno de los tres movimientos posee su propia estructura diferenciada: el primer movimiento está en forma sonata (aunque con tres grupos temáticos claros en la exposición, en lugar de los dos habituales); el segundo está en forma rondó; el tercero es una serie de variaciones sobre un tema de veinte compases.